# Wellfleet (Nebraska)
Wellfleet je selo u američkoj saveznoj državi Nebraska. Prema popisu stanovništva iz 2010. u njemu je živjelo 78 stanovnika.